# Тернопільський дендропарк
Терно́пільський дендропа́рк — дендрологічний парк місцевого значення в Україні. Розташований у межах міста Тернополя, між вулицями Львівською і Сергія Короля.

## Розташування
Тернопільський дендропарк — це лісовий масив на західній околиці міста. Є частиною регіонального ландшафтного парку «Загребелля».

## Світлини

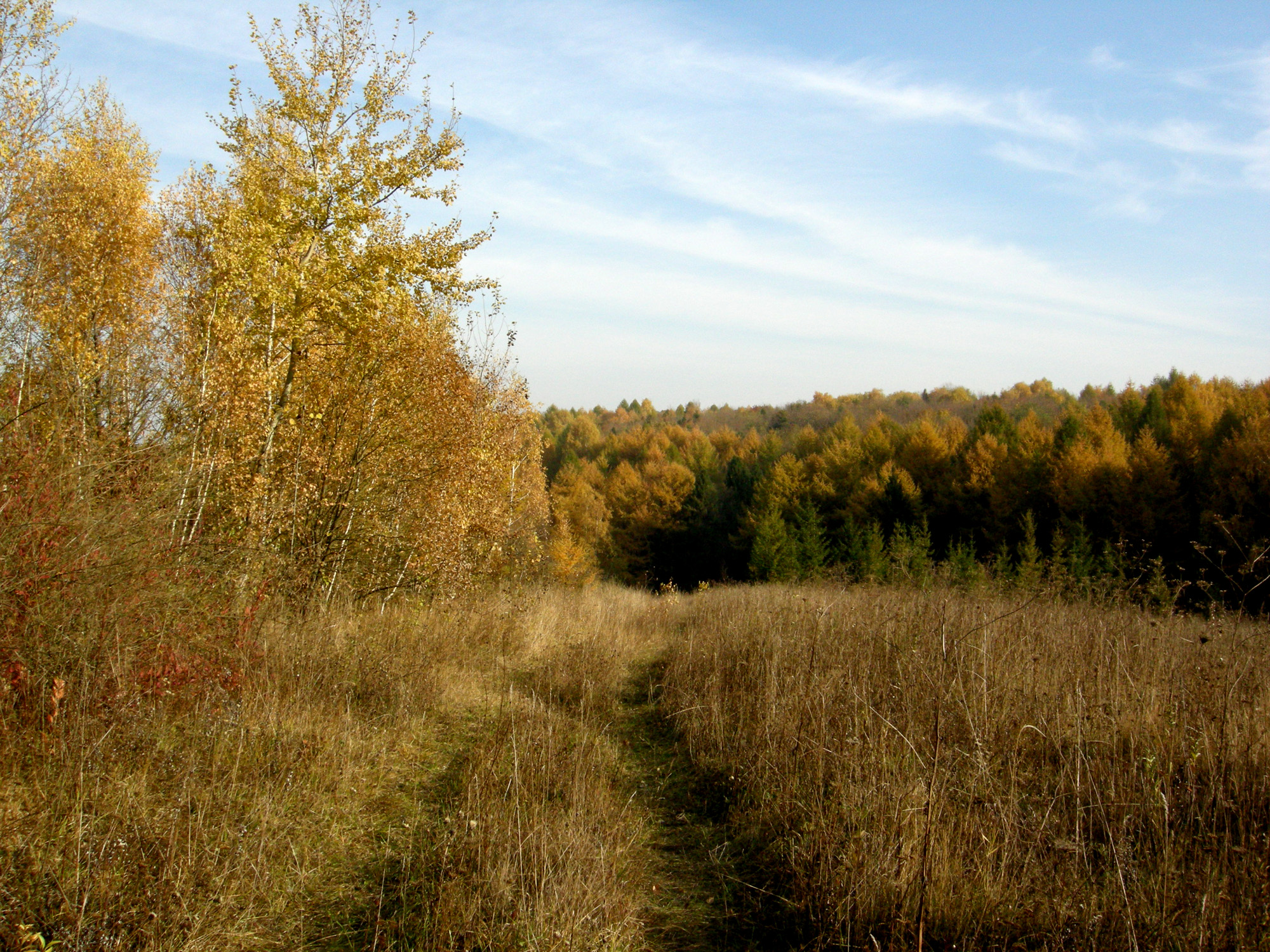
Осінь
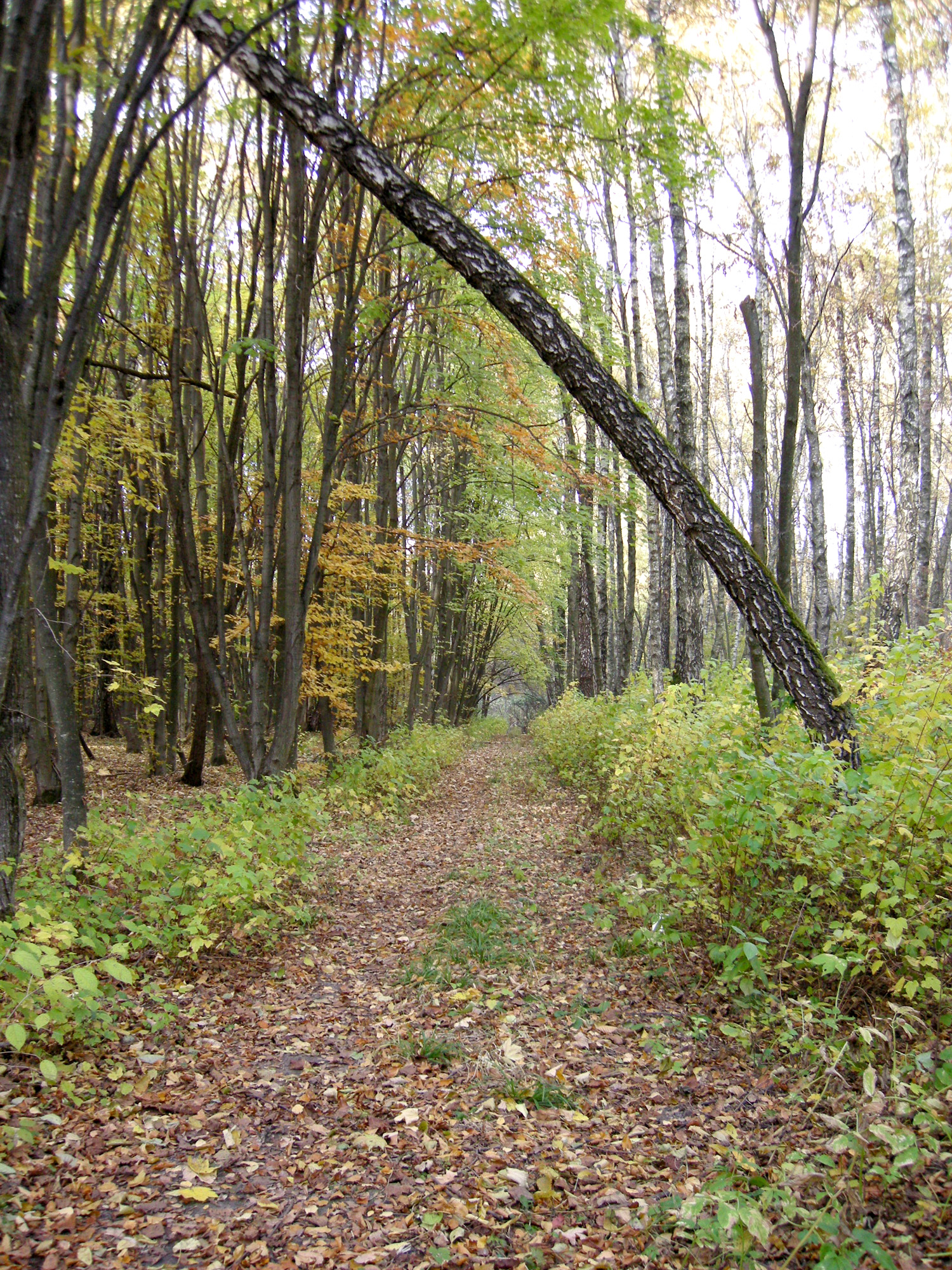
Осіння лісова дорога
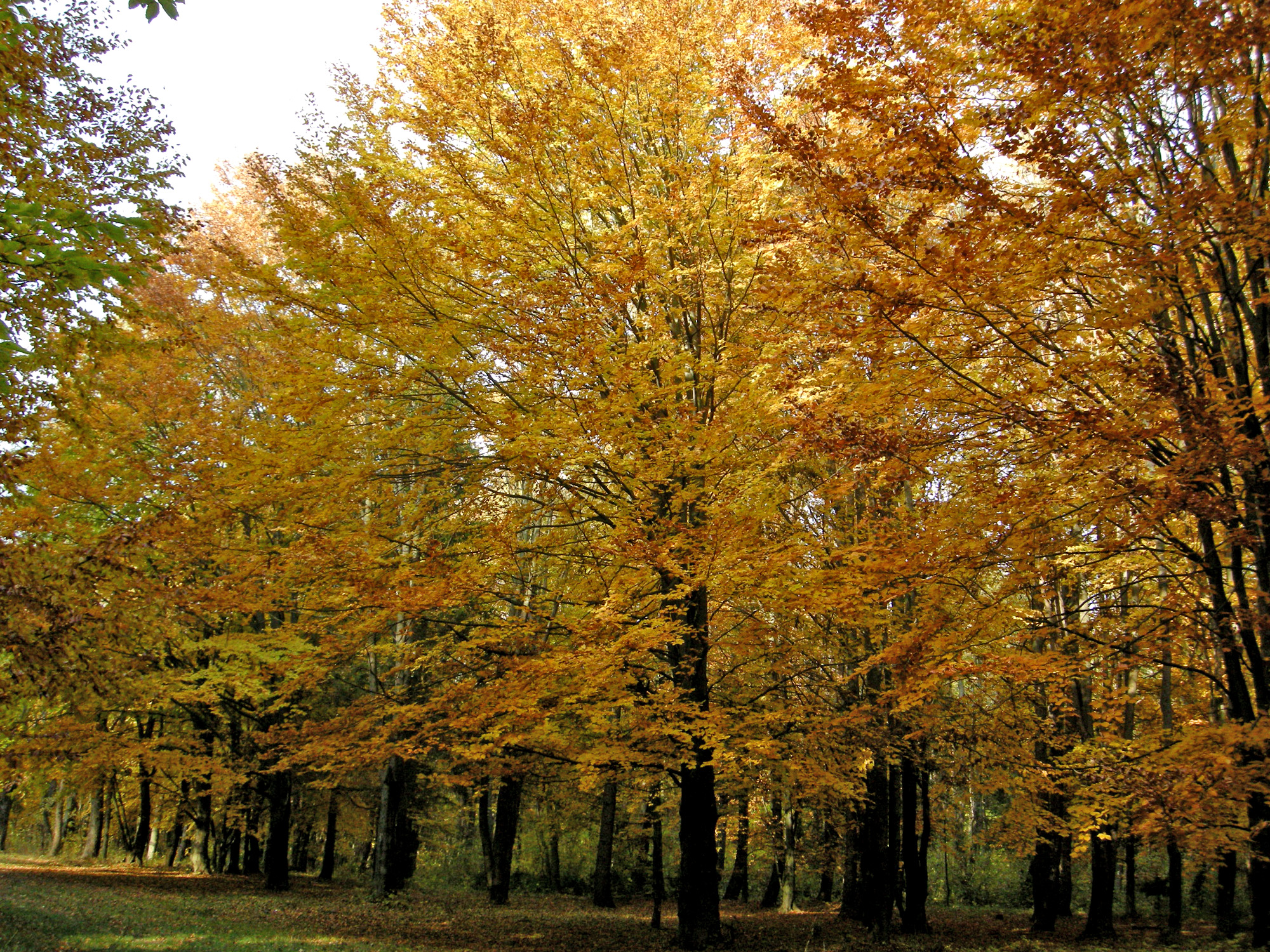
Пожовтілі буки
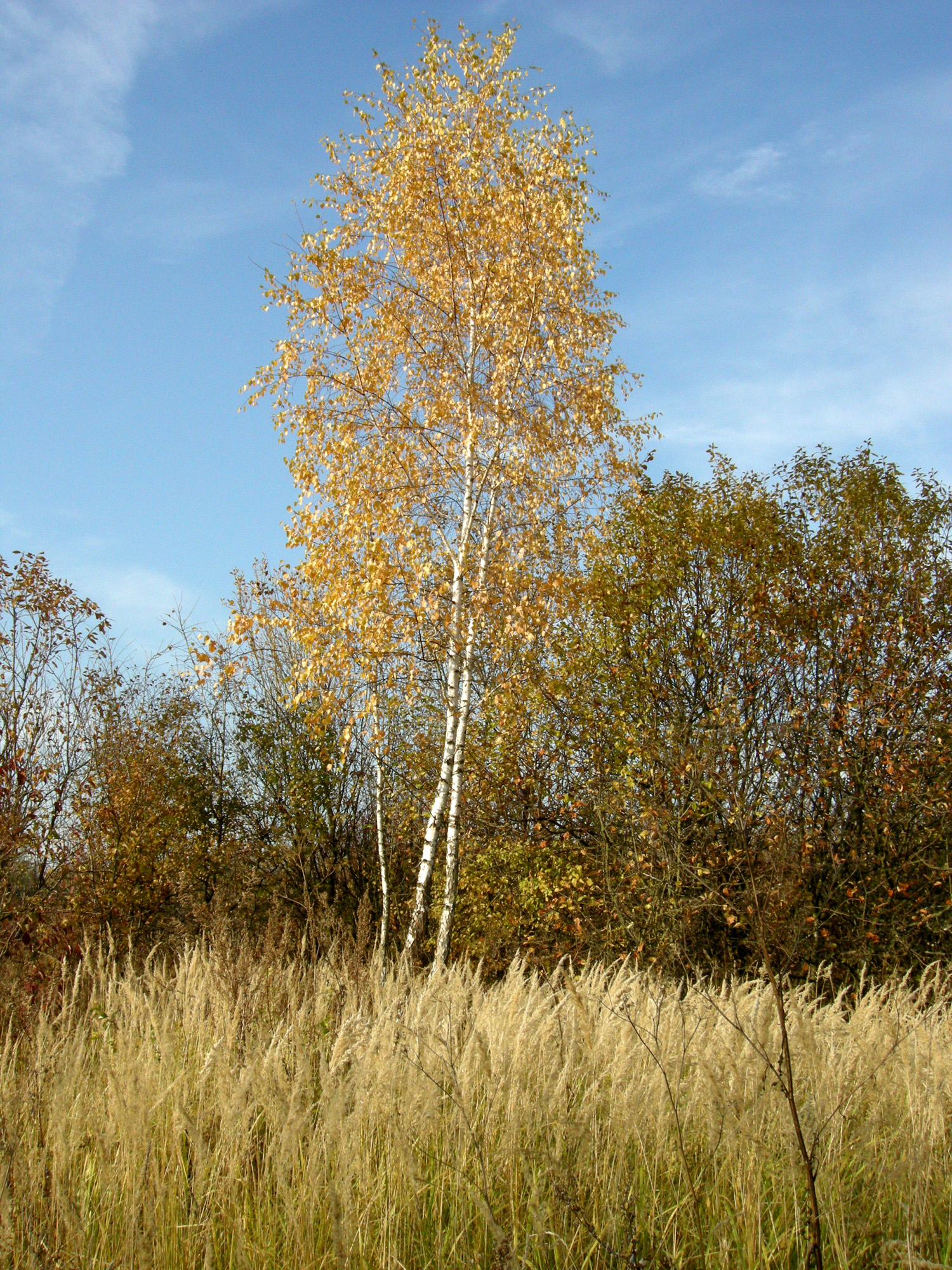
Береза на узліссі